# Ostpreußische Operation (1914)
1914

Ostpreußische Operation (Stallupönen, Gumbinnen, Tannenberg, Masurische Seen) – Galizien (Kraśnik, Komarów, Gnila Lipa, Lemberg,
Rawa Ruska) – Przemyśl – Weichsel – Krakau – Łódź – Limanowa–Lapanow – Karpaten
1915

Humin – Masuren – Zwinin – Przasnysz – Gorlice-Tarnów – Bug-Offensive – Narew-Offensive – Großer Rückzug – Nowogeorgiewsk – Rowno – Swenziany-Offensive
1916

Naratsch-See – Brussilow-Offensive – Baranowitschi-Offensive
1917

Aa – Kerenski-Offensive (Zborów) – Tarnopol-Offensive – Riga – Unternehmen Albion
1918

Operation Faustschlag – Krim
Als Ostpreußische Operation von 1914 bezeichnet man russischerseits den großangelegten Versuch der Invasion Ostpreußens durch zwei Armeen der Kaiserlich Russischen Armee in der Frühphase des Ersten Weltkrieges vom 14. August bis zum 15. September 1914. Die Operation stieß auf energischen Widerstand der deutschen 8. Armee, der es gelang, die beiden getrennt operierenden russischen Armeen in den Schlachten bei Tannenberg und an den Masurischen Seen zu schlagen und die Lage im nördlichen Teil der deutschen Ostfront damit zu beruhigen.

## Vorgeschichte
Die seit 1894 bestehende Französisch-Russische Allianz war vor dem Ersten Weltkrieg mitbestimmend für das europäische Mächtegleichgewicht. Sie sah für den Fall eines Krieges mit Deutschland eine gemeinsam abgestimmte Kriegführung vor. Ein Kernpunkt dieses Bündnisses war die Gewährung erheblicher französischer Kredite zum Ausbau des russischen Heeres und seiner Nachschuborganisation in den russischen Westgebieten als Aufmarschgebiet gegen die Mittelmächte. Nach den Bedingungen dieses Bündnisses musste das Zarenreich Russland im Falle eines deutschen Angriffs gegen Frankreich innerhalb von 15 Tagen 800.000 Mann mobilisieren und den Angriff gegen das Deutsche Reich einleiten. Am 4. August 1914 rückten deutsche Truppen in das neutrale Belgien ein. Den Bündnisverpflichtungen nachkommend, fielen die Truppen der russischen Nordwest-Front (1. und 2. Armee) in Ostpreußen ein. Den Oberbefehl der Front führte General der Kavallerie Jakow Schilinski, der gleichzeitig als Generalgouverneur von Warschau fungierte.
Nach dem am 14. August vom russischen Generalstab abgesegneten Plan, wurden die Operationen der 1. Armee (General Paul von Rennenkampff) am 17. August mit Überschreitung der deutschen Grenze eingeleitet, das Gebiet der Masurischen Seen sollte im Norden umgangen werden und die deutsche Garnison von Königsberg abgeschnitten werden. Die 2. Armee (General Alexander Samsonow) sollte am 16. August antreten, am 19. August die Grenze überqueren, Masuren von Westen umgehen und den Rückzug deutscher Landwehrtruppen zur Weichsel verhindern. Das Ziel der Operation war die Umfassung der deutschen 8. Armee von beiden Flanken her.

## Truppenstärke
Die russische Nordwestfront konzentrierte Mitte August gegen Ostpreußen etwa 22 Infanterie- und 8½ Kavalleriedivisionen sowie 1428 Geschütze (darunter 24 schwere Kaliber) und 54 Flugzeuge, zusammen etwa 420.000 Soldaten.
Die deutsche 8. Armee (3 Armeekorps und 1 Reservekorps) unter Führung von Generaloberst von Prittwitz hatte zu Kriegsbeginn 9. Infanterie- 2 Landwehr- und 1 Kavallerie-Division, 1194 Geschütze (davon 156 schwere Kaliber), 56 Flugzeuge und 2 Luftschiffe. Zusammen mit den Landwehrbrigaden und Garnisonen rund 220.000 Mann.
Anfang September wurde die 8. Armee mit zwei Korps und einer Kavalleriedivision (insgesamt etwa 80.000 Mann) verstärkt.
Der ursprüngliche Plan des Generals Prittwitz sah vor, die russischen Truppen getrennt zu schlagen – zuerst die 1. und dann die 2. Armee. Dies wurde durch den Umstand begünstigt, dass die deutsche 8. Armee stärker war als jeweils eine russische Armee und General Rennenkampf die Offensive noch vor dem Eingreifen von Samsonow begonnen hatte.

## Verlauf der Operation

### Die erste Phase: Gumbinnen
Am 17. August überquerte Rennenkampfs 1. Armee die Grenze auf 70 km Breite. Am 19. August kam es zwischen Gumbinnen und Goldap zur Schlacht bei Gumbinnen zum Kampf mit dem deutschen I. , XVII (General von Mackensen) und Teilen des 1. Reservekorps (General von Below).
Truppenstärke in der Gumbinnen-Goldap-Schlacht 20. August
| Teilnehmer | Infanterie | Kavallerie | Artillerie                       | Maschinengewehre |
| ---------- | ---------- | ---------- | -------------------------------- | ---------------- |
| Russen     | 63.800     | 9.152      | 380 (ohne schwere Artillerie)    | 252              |
| Deutsche   | 74.400     | 9.780      | 408 (davon 44 schwere Geschütze) | 224              |

Am 20. August begann um 4 Uhr morgens der Gegenangriff des deutschen I. Armee-Korps (General von François) gegen die nördliche Flanke der russischen Truppen bei Gumbinnen und hatte zunächst Erfolg. Ein Gegenangriff des russischen 20. Armeekorps (General der Infanterie Smirnow) warf die Deutschen in der Mitte zurück, erst um 15 Uhr nachmittags gelang es dem Kommandierenden General, die Kontrolle beim zurückgeworfenen I. Armee-Korps wiederherzustellen. Das XVII. Armeekorps geriet unter schweres russisches Artillerie- und Maschinengewehrfeuer und musste sich ebenfalls zurückziehen. Der Kommandeur der russischen 2. Kavallerie-Division, General Hussain Khan Nachitschewanski, griff aus ungeklärten Gründen nicht in die Kämpfe ein. Bei dieser Schlacht verlor die deutsche 8. Armee 14.800 Mann und musste den linken Flügel auf das östliche Vorfeld von Königsberg zurückziehen. Die Verluste der Russen betrugen zwischen 10.500 bis 15.000 Mann.
Als Meldungen eintrafen, dass die russische 2. Armee (Samsonow) die Südgrenze westlich der Masurischen Seen überschritten hatte, befahl Prittwitz den Rückzug hinter die Weichsel.
Der Misserfolg bei Gumbinnen zwang die deutsche Heeresleitung Ende August, starke Verbände von der Westfront nach Osten zu verlegen. Die 8. Armee wurde Anfang September mit dem Garde-Reservekorps (General von Gallwitz), dem XI. Armeekorps (General von Plüskow) sowie die 8. Kavalleriedivision verstärkt. Das V. Armeekorps wurde in Metz in Erwartung der weiteren Entwicklung in Ostpreußen zurückgehalten, verblieb dann aber an der Westfront.

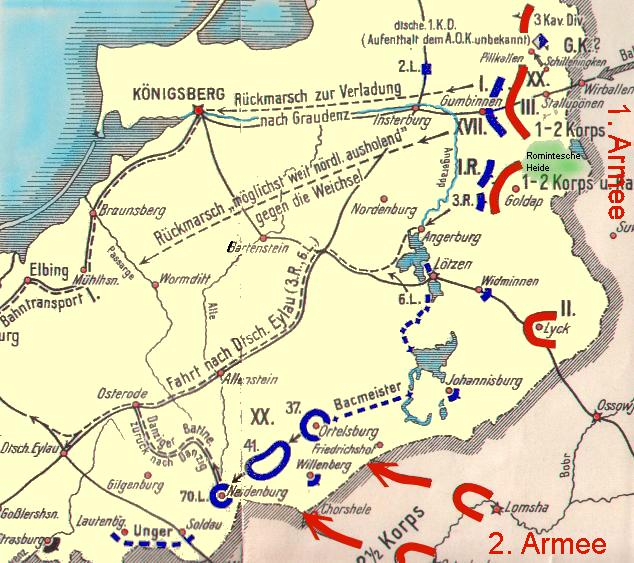
Umgruppierung der deutschen 8. Armee nach der Schlacht bei Gumbinnen

Am selben Tag, den 20. August nahm die russische 2. Armee den Vormarsch wieder auf. General von Prittwitz wollte sich einer Umfassung entziehen und befahl seinen Truppen, sich tiefer nach Ostpreußen zurückzuziehen. General Rennenkampf blieb zwei Tage untätig und rückte danach nicht der 2. Armee entgegen, sondern schob seinen linken Flügel nach Königsberg vor. Zur gleichen Zeit änderte General Samsonow die Vormarschrichtung seiner Armee von Nord nach Nordwest, da er glaubte, dass die deutschen Truppen nach Süden abziehen würden. Deswegen vergrößerte sich die Distanz zwischen den beiden russischen Armeen auf mehr als 120 Kilometer. In dieser Zeit ließen die russischen Kommandeure ihre Befehle unverschlüsselt übermitteln, wichtige Informationen konnten von den Deutschen mitgehört werden. Am 23. August warf das russische 15. Korps die deutsche 37. Division bei Orlau zurück und besetzte Orlau und Frankenau.

### Umgruppierung der deutschen Truppen
Am 21. August beruhigte sich die Lage bei der deutschen 8. Armee, die erwartete Verfolgung von Seiten der russischen 1. Armee erfolgte nicht. General Prittwitz arbeitete einen neuen Plan aus, indem er alle Truppen gegen die 2. Armee zum Angriff ansetzen wollte. Nach diesem Plan musste das XX. Armeekorps die russische 2. Armee frontal binden, während das I. Armeekorps gegen die rechte Flanke und das I. Reservekorps samt dem XVII. Armeekorps gegen die linke Flanke des Gegners herangeführt wurden. Die Hauptschläge sollten gegen beide feindliche Flanken angesetzt werden. Bei dieser Operation wurden gegenüber der nicht weiter vorgehenden russischen 1. Armee nur 2,5 Divisionen belassen. Es war ein sehr gewagter Plan, der nur gelingen konnte, wenn die Truppen von Rennenkampf die Verfolgung von I. und XVII. Korps nicht wieder aufnehmen würden. General Ludendorff schrieb: „Wenn Rennenkampf den bei Gumbinnen errungenen Erfolg nutzen kann und schnell voranschreiten wird, dann wird dieses Manöver undenkbar.“
Die russische 2. Armee war zahlenmäßig überlegen, nachdem die Deutschen schon bei Gumbinnen empfindliche Verluste erlitten hatte, konnte Prittwitz nur auf Überraschung und vorteilhafte Lage seiner Truppen setzen. Indessen wurde Prittwitz am Abend des 22. August samt seinem Stabschef von Waldersee entlassen und durch Generaloberst Paul von Hindenburg und General Erich von Ludendorff ersetzt, die den bereits ausgearbeiteten Plan zum Gegenangriff ohne große Änderung umsetzen sollten.
Mit Hilfe der Eisenbahn konnte die deutsche Heeresleitung die benötigten Truppen in kürzester Zeit schnell umgruppieren. Infolgedessen wurden gegen die russische 2. Armee (9,5 Infanterie- und 3 Kavalleriedivisionen sowie 612 Geschütze) 11,5 deutsche Divisionen und mehr als 700 Geschütze konzentriert.

### Die zweite Phase: Tannenberg

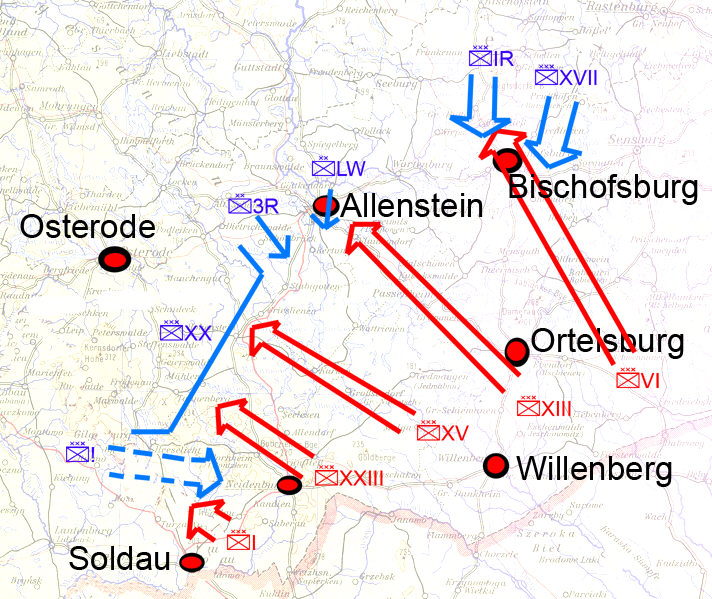
Vormarsch der 2.(Narew-)Armee am 26. August

Am 26. August begann die entscheidende Schlacht bei Tannenberg. Das russische 6. Korps auf der rechten Flanke der 2. Armee war gezwungen, sich unter dem Druck des deutschen XVII. Armeekorps zurückzuziehen. Das russische 1. Korps warf derweil am linken Flügel die deutsche 2. Division bei Usdau zurück, das I. Armeekorps wurde dabei in Verteidigung gedrängt. Am nächsten Tag wurde der Kommandeur des russischen 1. Korps durch falsche deutsche Funknachrichten verwirrt, welche einen Angriff gegen die eigene Flanke befürchten ließen. Dieser Sachverhalt führte dazu, dass das russische 1. Korps den Vormarsch anhielt, während das 13. und 15. Korps in der Mitte weiter vorgingen und dem Gegner plötzlich „offene Flanken“ darboten. Nach der Besetzung von Usdau nahm auch das deutsche I. Armeekorps den Vormarsch auf Neidenburg auf und gelangte dadurch in den Rücken des russischen 15. Korps.
Samsonow erfuhr erst am 27. August, dass das russische 1. Korps den Vormarsch eingestellt hatte. Er entließ General Artamonow als Kommandierenden des 1. Korps, unternahm aber sonst keine Gegenmaßnahmen. Ein schneller Rückzug hätte die Bedrohung durch eine Einkesselung noch abgewendet. Außerdem gab es die Möglichkeit durch einen starken Gegenangriff das deutsche I. Korps zurückzuwerfen. Jedoch wagte es Samsonow nicht, Schilinskis Befehl zu verletzen. Er setzte die Offensive nicht nur fort, sondern verließ sein Hauptquartier am 27. August, um sich in das Hauptquartier des 15. Korps zu begeben. Als Schilinski die gefahrvolle Situation erkannte und er Samsonow am 28. August den Rückzugsbefehl erteilte, war dieser nicht mehr erreichbar. Zu spät erhielt Rennenkampf Anweisung, die Truppen seines linken Flügels über Bartenstein und Bischoffsburg vorzuschieben, um Samsonow zu unterstützen. Aber die Entfernung zur 2. Armee war zu groß und am 1. September befanden sich Truppen der 1. Armee noch 50 km entfernt von Tannenberg.

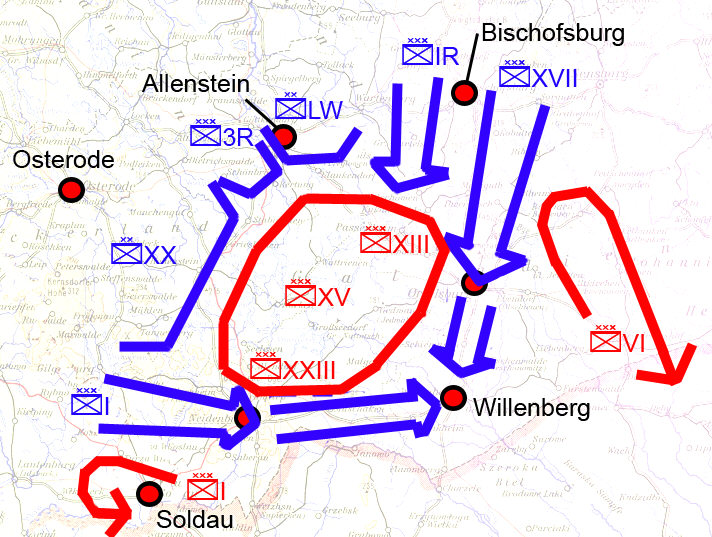
Kesselbildung um die russische 2. Armee am 28. August 1914

Am 28. August warf das russische 15. Korps im Gefecht von Waplitz die deutsche 41. Division zurück, die dabei  mehr als 2500 Tote, etwa 1000 Gefangene und 13 Kanonen verlor. Das war der letzte taktische Erfolg der 2. Armee. Am selben Tag befahl Samsonow den Rückzug der Truppen des 13. und 15. Korps auf die Linie Myshinetz-Mława. Aber es war schon spät. In der Nacht vom 29. bis zum 30. August wurden die beiden Korps und ein Teil der Truppen der 23. Korps (insgesamt 5 Divisionen mit unvollständiger Zusammensetzung) östlich von Tannenberg im Gebiet des Waldes von Kommusin eingeschlossen. Am nächsten Morgen versuchten die russischen Truppen mit 3 Kolonnen nach Süden und Osten auszubrechen, aber nur eine Kolonne konnte ausbrechen (meist Truppen des 15. und 23. Korps). General Samsonow erschoss sich in aussichtsloser Lage am 30. August 1914 im Wald bei Willenberg. Zwei andere Kolonnen wurden wegen des zaghaften Generals Klujew verstreut, die Soldaten verloren die Orientierung und zogen sich unter Maschinengewehrfeuer mehrere Kilometer führerlos umher und wurden am 31. August um 16 Uhr von den deutschen Truppen gefangen genommen. General Klujew selbst kapitulierte mit der größten Gruppe (rund 4.000 Soldaten). Die 2. Armee verlor vom 20. bis zum 31. August etwa 90.000 Gefangene. Bei Tannenberg wurden am 31. August auch mehrere tausende deutsche Gefangene befreit, die vom 20. bis zum 28. August in den Kämpfen bei Allenstein, Orlau, Usdau, Waplitz in russische Gefangenschaft geraten waren.

### Die dritte Phase: Masurenschlacht
Nach der Niederlage der russischen 2. Armee beschloss die deutsche Heeresleitung, durch das masurische Seengebiet gegen die Südflanke Rennenkampffs anzugreifen, wo sich nur das russische 2. Korps und Kavallerieverbände befanden. Es war geplant, hier die russische Front zu durchbrechen und in den Rücken der 1. Armee zu gelangen und sie gegen den Njemen abzudrängen. Generalmajor Ludendorff konzentrierte drei Korps und zwei Kavalleriedivisionen beidseitig der Seenenge von Lötzen und vier Korps nördlich der Masurischen Seen bis zur Angerapp.
Die russische 1. Armee geriet in eine kritische Lage. Die deutsche 8. Armee war zahlenmäßig überlegen, am Anfang der deutschen Offensive betrug ihre Stärke 12 Infanterie-Divisionen und 6 Landwehr-Divisionen ohne vollwertige Bewaffnung. Die Stärke der russischen 1. Armee betrug dagegen 13 Divisionen, darunter 5 neu mobilisierte Reserve-Divisionen mit gleichfalls schwacher Bewaffnung. Die Stärke der Kavallerie betrug 2 Divisionen bei der 8. Armee und 5 Divisionen bei 1. Armee. Die russische Übermacht an Kavallerie war nutzlos, weil im Masurischen Seengebiet große Kavallerieverbände nicht einsetzbar waren. Bei der Artillerie hatte die 8. Armee auch einen überwältigenden Vorteil.
Darüber hinaus, wurde das 3. Sibirische und XXII. Armeekorps aus dem Festungsbereich Warschau (General der Infanterie Olochowski) zur Verstärkung nach Ostpreußen gesandt. Zunächst beschloss General Schilinski diese beiden Korps der russischen 2. Armee zu überstellen, danach zur 1. Armee, am 6. September wurde aus diesen Verbänden die neue 10. Armee gebildet, welche später mit dem 1. Turkestanischen Korps verstärkt wurde. Erste russische Verstärkungen trafen ab 7. September in Ostpreußen ein, am 11. September wurde die 10. Armee General der Infanterie Pflug unterstellt. Während der Kämpfe diese Truppen waren im Prozess der Konzentration und nahmen praktisch nicht Teil an der Operation.

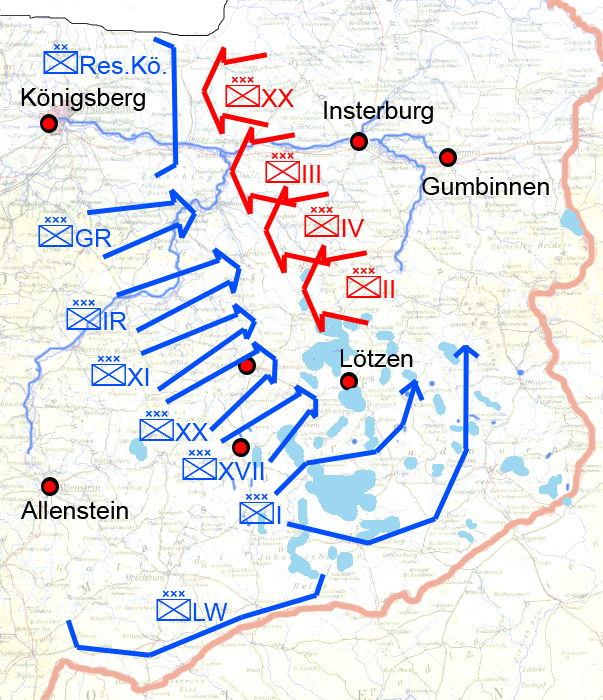
Die deutsche 8. Armee kann die russische 1. Armee durch ihren gegen Goldap angesetzten südlichen Umfaßungsflügel zum Rückzug hinter die Angerapp zwingen

Die deutsche Offensive begann am 6. September, erst ab dem 9. September stellten sich Erfolge ein. Rennenkampf verlegte zwei Infanterie- und drei Kavalleriedivisionen von der Mitte auf die Südflanke und das XX. Korps von Norden her. Rennenkampf machte General Schilinski am 10. September den Vorschlag den Rückzug anzuhalten und gegen die 8. Armee wieder in die Offensive über zu gehen. Schilinski lehnte diesen Vorschlag aber ab und führte die ganze Armee nach Osten zur Grenze zurück. In der Schlacht an den Masurischen Seen verloren die Russen etwa 125.000 Mann, darunter 45.000 Gefangene, die Deutschen hatten Verluste von etwa 40.000 Mann. Am 15. September war die Ostpreußische Operation beendet.

## Folgen und Verluste
Die zahlenmäßige Überlegenheit der russischen Truppen am Anfang der Operation wurde nicht genutzt. Während der Operation gewannen die russischen Truppen mehrere kleine Gefechte, verloren aber die großen Kämpfe. Die russische 10. Armee unter General Wassili Pflug und Rennenkampfs 1. Armee konnten die deutschen Truppen bis zum 25. September wieder über die Grenze zurücktreiben und sogar kleinere Teile Ostpreußens besetzt halten. Die Ostpreußische Operation zeigte, dass die militärische Fähigkeiten der Kommandeure von Bataillonen, Regimentern und Divisionen die Fehler des Oberkommandos nicht ausgleichen konnte. 
Die Ostpreußische Operation spielte eine wichtige Rolle für die Entscheidungskämpfe an der Westfront, sie ermöglichte den französischen Truppen die erfolgreiche Gegenoffensive in der Schlacht an der Marne. Das wurde später von Marschall Joffre, David Lloyd George und anderen Militärs und Politikern bestätigt.
Der Hauptschuldige der Niederlage war General Schilinski. Er koordinierte die Aktionen zwischen den Armeen von Rennenkampf und Samsonow schlecht und konnte die Situation nicht richtig einschätzen. Sogar nach Samsonows Niederlage ließ er Rennenkampf weiter nach Königsberg vorgehen. Der erfolgreiche Rückzug der 1. Armee war nur auf die Aktionen von Rennenkampf selbst zurückzuführen. Für die Einkesselung und die daraus gewachsenen großen Verluste waren vor allem General Samsonow und seine Korpsführer Artamonow und Klujew verantwortlich. General Schilinski versuchte zu seiner Rechtfertigung vergeblich, die Schuld für die Niederlage der 2. Armee auf Rennenkampf abzuwälzen. Er wurde aus seinem Amt entlassen und durch General Nikolai Russki ersetzt. Nach der Revolution wurde sowohl Schilinski und auch Rennenkampf durch die Bolschewisten erschossen. General Klujew, der verfrüht kapitulierte, floh 1921 aus Angst vor Vergeltung nach Finnland ins Exil.

## Beteiligte Truppenkörper

### Russische Nordwest Front
Kommandeur: General Schilinski, Stabschef: General Wladimir Alexejewitsch Oranowski
1. Armee General der Kavallerie Paul von Rennenkampf
XX. Korps (General Wladimir Wassiljewitsch Smirnow)
- 28. Infanterie-Division (Nikolai Alexejewitsch Lashkewitsch)
- 29. Infanterie-Division (Anatoli Nikolajewitsch Rosenschild von Paulin)

III. Korps (Nikolai Alexejewitsch Jepantschin)
- 25. Infanterie-Division (Pavel Iljitsch Bulgakow)
- 27. Infanterie-Division (Michail Michailowitsch Adaridow)

IV. Korps (General Sultan Eris Giray Khan Alijew)
- 30. Infanterie-Division (Eduard Arkadjewitsch Koljankowski)
- 40 Infanterie-Division (Nikolai Nikolajewitsch Korotkjewitsch)
- 5. Infanterie-Brigade (Pjotr Dmitrijewitsch Schreider)

II. Korps (General der Kavallerie Sergei Michailowitsch Scheideman)
- 26. Infanterie-Division (Alexander Nikolajewitsch Poetzki)
- 43. Infanterie-Division (Wladimir Alexsejewitsch Slussjarenko)
- 72. Reserve-Division (Dmitri Dmitriewitsch Orlow)

I. Kavalleriekorps (General der Kavallerie Hussein Chan Nachitschwanski)
- 1. Garde Kavallerie-Division (Nikolai Nikolajewitsch Kasnakow)
- 2. Garde Kavallerie-Division (Georgi Ottowitsch Rauch)
- 1. Kavallerie-Division (Wassili Josifowitsch Romeiko-Gurko)
- 2. Kavallerie-Division (Hussein Khan Nachitschwanski)
- 3. Kavallerie-Division (Wladimir Karlowitsch Belgard)
- 1. Kavalleriebrigade (Nikolai Aloisjewitsch Oranowski)

Verstärkungen ab Anfang September
XXVI. Korps (Alexander Alexejewitsch Gerngross)
- 53. Reserve-Division (Semjon Iwanowitsch Fjodorow)
- 56. Reserve-Division (Nikolai Ksenofontowitsch Boldirew)
- 54. Reserve-Division (Michail Grigorjewitsch Jerogin)

2. Armee General der Kavallerie Alexander Samsonow
I. Korps (Leonid Konstantinowitsch Artamonow, ab 27. 8. Duschkewitsch)
- 22. Infanterie-Division (Alexander Alexandrowitsch Duschkewitsch)
- 24. Infanterie-Division (Nikolai Petrowitsch Rechikow)

VI. Korps (General Alexander Blagowjetschenski, ab 12.9. Balujew)
- 4. Infanterie-Division (Nikolai Nikolajewitsch Komarow)
- 16. Infanterie-Division (Guido Kasimirowitsch Richter)

XIII. Korps (Nikolai Alexejewitsch Klujew)
- 1. Infanterie-Division (Andrei Alexandrowitsch Ugrjumow)
- 36. Infanterie-Division (Alexander Bogdanowitsch Preschentschi)

XV. Korps (General Nikolai Nikolajewitsch Martos)
- 6. Infanterie-Division (Fedor Iwanowitsch Torklus)
- 8. Infanterie-Division (Jewgeni Jemiljewitsch Vietinghof)

XXIII. Korps (Zyprian Antonowitsch Kondratowitsch)
- 3. Garde-Division (Leonid Ottowitsch Sirelius)
- 2. Infanterie-Division (Josif Felixsowitsch Mingin)

II. Kavalleriekorps
- 4. Kavallerie-Division (Anton Alexandrowitsch Tolpygo)
- 6. Kavallerie-Division (Wladimir Christoforowitsch Roop)
- 15. Kavallerie-Division (Pavel Petrowitsch Ljubomirow)

### Russische Verstärkungen
Anfang September bei Warschau aufgestellt:
10. Armee General der Infanterie Wassili Pflug
- 1. kaukasische Kosaken-Division
- 57. Reserve-Division
- 68. Reserve-Division

III. Sibirisches Korps (Jewgeni Alexandrowitsch Radkewitsch)
- sibir. 7. Division
- sibir. 8. Division

I. turkestanisches Korps (Michail Rodinowitsch Jerofejew)
- 1. turkestanische Brigade
- 2. turkestanische Brigade
- 3. turkestanische Brigade
- 1. turkestanische Kavallerie-Division

XXII. Korps (General der Infanterie Alexander Baron von Brincken)
- Finnische 1. Division
- Finnische 2. Division
- 50. Infanterie-Division

### Deutsche 8. Armee
Kommandeur: Generaloberst von Prittwitz, ab 22.8. Generaloberst von Hindenburg
- Festung Königsberg – Generalleutnant Günter von Pappritz (2. Landwehr-Brigade)
- Festung Graudenz – Generalmajor Friedrich Wilhelm von Unger (20. Landwehr-Brigade)
- 1. Kavallerie-Division – Generalleutnant Hermann Brecht
- 3. Reserve-Division – Generalleutnant Kurt von Morgen

I. Armeekorps: Generalleutnant Hermann von François
- 1. Division – Generalleutnant Richard von Conta
- 2. Division – Generalleutnant Adalbert von Falk

XVII. Armeekorps: General der Kavallerie August von Mackensen
- 35. Division – Generalleutnant Otto Hennig
- 36. Division – Generalleutnant Konstanz von Heineccius

XX. Armeekorps: General der Infanterie Friedrich von Scholtz
- 37. Division – Generalleutnant Hermann von Staabs
- 41. Division – Generalleutnant Leo Sontag

I. Reserve-Korps: General der Infanterie Otto von Below
- 1. Reserve-Division – Generalleutnant Sigismund von Förster
- 36. Reserve-Division – Generalleutnant Kurt Kruge

Landwehr-Korps Goltz (1. Landwehr-Division) – Generalleutnant Georg von der Goltz
- 6. Landwehr-Brigade
- 33. gemischte Landwehr-Brigade
- 34. gemischte Landwehr-Brigade
- 37. gemischte Landwehr-Brigade
- 70. Landwehr-Brigade
- 5. Landwehr-Brigade (Festung Thorn)

### Verstärkungen Anfang September
- 8. Kavallerie-Division – Generalmajor Günther von der Schulenburg

XI. Armee-Korps General Otto von Plüskow
- 22. Division – Generalleutnant Dieffenbach
- 38. Division – Generalleutnant Ernst Wagner

Garde-Reserve-Korps General der Artillerie Max von Gallwitz
- 3. Garde-Division – Generalleutnant Henning von Bonin
- 1. Garde-Reserve-Division – Generalleutnant Viktor Albrecht